# Beaumont-du-Ventoux
Beaumont-du-Ventoux é uma comuna francesa na região administrativa da Provença-Alpes-Costa Azul, no departamento de Vaucluse. Estende-se por uma área de 28,16 km². Em 2010 a comuna tinha 293 habitantes (densidade: 10,4 hab./km²).